# Idiocerus costalis
Idiocerus costalis är en insektsart som beskrevs av Henry Fairfield Osborn 1924. Idiocerus costalis ingår i släktet Idiocerus och familjen dvärgstritar. Inga underarter finns listade i Catalogue of Life.